# Vanheim
Vanheim (óskandináv: „Vanaheimr”) egyike a kilenc világnak a skandináv mitológiában, a Ván-istenek lakóhelye. Úgy tartják, hogy a vánok korábban léteztek, mint az ázok, s úgy ismerték őket, mint békeszerető isteneket, az életet és boldogságot többre tartották az erőnél. Az "Ynglinga saga" szerint Vanheim a Fekete-tengertől északra fekszik, valahol a Don folyónál. Az Áz–ván háború után a vánok és az ázok közötti békekötés egyik feltételeként Njörd, Frey és Freyja mint béketúszok Asgardban éltek. Az ázok Hönirt és Mimirt küldték a Vanheimbe a béke biztosítékaként.
Az Eddában csak egyszer említik:
Vánok világában

nevelték nemes erők,

elküldték túsznak az ázokhoz;

tudjuk, visszajön

világok végén,

megtér vánokhoz megint.
Mivel azt írják, hogy Njörd visszatér ide a Ragnarök után, feltételezhető, hogy Vanheimet mégsem érinti a világok pusztulása.

## Fordítás
- Ez a szócikk részben vagy egészben  a   Vanheim című svéd Wikipédia-szócikk fordításán alapul.  Az eredeti cikk szerkesztőit annak laptörténete sorolja fel. Ez a jelzés csupán a megfogalmazás eredetét és a szerzői jogokat jelzi, nem szolgál a cikkben szereplő információk forrásmegjelöléseként.
- Ez a szócikk részben vagy egészben  a   Vanaheimr című angol Wikipédia-szócikk fordításán alapul.  Az eredeti cikk szerkesztőit annak laptörténete sorolja fel. Ez a jelzés csupán a megfogalmazás eredetét és a szerzői jogokat jelzi, nem szolgál a cikkben szereplő információk forrásmegjelöléseként.